# Туга за нескінченним
«Туга за нескінченним» або «Ностальгія за нескінченним» (італ. La nostalgia dell'infinito, англ. The Nostalgia of the Infinite) — картина італійського художника Джорджо де Кіріко. Картина датована 1911 роком, але ця дата є спірна. Музей сучасного мистецтва в Нью-Йорку датує її від 1912 до 1913 року, а Школа комунікації Анненберга Пенсильванського університету — 1913 —1914 рр.

## Опис
На картині зображено велику вежу. На передньому плані, під вежею, зображено дві фігурки, які нагадують фігурки із майбутніх робіт Сальвадора Далі. Ця робота є найбільш відомим прикладом мотиву веж, який простежується у декількох роботах художника.
Роберт Г'юз, історик мистецтва, вважає, що натхненням для картини стала будівля Моле-Антонелліана, що є символом міста Турин.
Ця робота вплинула на картину Фуміто Уеда для обкладинки відеогри «Ico», яка була використана в японській та європейській версіях гри.